# نورشناسی هندسی
اپتیک هندسی یا نورشناسی پرتو (به انگلیسی: Geometrical Optics) مدلی از نورشناسی است که در آن انتشار امواج را از منظر پرتوشناسی مورد بررسی قرار می‌دهد. در اپتیک هندسی، پرتو مفهومی انتزاعی را تداعی می‌کند که در هنگام انتشار نور تحت شرایط خاص، مسیر نور را تخمین می‌زند.
مفروضات اپتیک هندسی می‌توان به صورت زیر خلاصه کرد:
- در محیط یکپارچه، پرتو نور در مسیر مستقیم حرکت می‌کند.
- در محل تقاطع دو محیط ناهمگون، پرتو نور خم شده و یا دو قسمت می‌شود.
- در محیطی که شاخص شکست در آن متغیر است، پرتو نور مسیری منحنی را می‌پیماید.
- پرتور نور می‌تواند جذب شود و یا بازتابانده شود.

اپتیک هندسی، از برخی اثرات به خصوص نور مانند انکسار و تداخل به منظور ساده سازی صرف نظر می‌کند.

## تعریف
پرتو نور به خط یا منحنی‌ای عمود بر جبهه موج می گویند (که بنابراین بر بردار موج عمود است).طبق اصل فرما مسیری که توسط یک اشعه نور بین دو نقطه طی می شود مسیری است که در کمترین زمان طی شود.
گستره وسیع طول موج‌های الکترومغناطیسی بر حسب اینکه طول موج، موج الکترومغناطیسی مورد نظر در مقایسه با ابعاد جسم برهمکنش‌کننده با آن‌ها چه اندازه‌ای داشته باشد در سه گروه دسته بندی می‌شود.
در یکی از این سه دسته، شرایط به این صورت است که طول موج بسیار کوچکتر از ابعاد وسیله برهمکنش‌کننده با آن است و و علاوه بر این انرژی فوتون‌های این امواج در مقایسه با انرژی‌هایی که آن وسیله نسبت به آن حساسیت نشان می دهد خیلی کوجکتر است. در چنین شرایطی می تواانیم در یک تقریب مرتبه اول رفتار امواج را به وسیله روشی که نورشناخت هندسی نامیده می‌شود بررسی کنیم.

## بازتاب

بازتاب آینه وار

سطوح شفافی مانند آینه نور را به صورت قابل پیش بینی بازتاب می کنند که به آن بازتاب اسپِکیولِر یا آینه‌وار می‌گویند. همین نوع بازتابِ به خصوص باعث شکلگیری تصاویری از یک جسم واقعی می‌شود. 
پرتوی بازتابی در چنین سطوحی قابل پیش بینی است چرا که زاویه پرتو بازتاب با نرمال سطح برابر با همان زاویه‌پرتو برخوردی با نرمال سطح است. 

قانون اسنل

رفتار پرتویی که از محیط با شاخص شکست بزرگتر به سوی محیطی با شاخص کوجکتر می رود. با افزایش زاویه پرتو برخوردی با نرمال سطح، ابتدا شکست بحرانی و سپس بازتاب کلی داخلی رخ می‌دهد.

## شکست

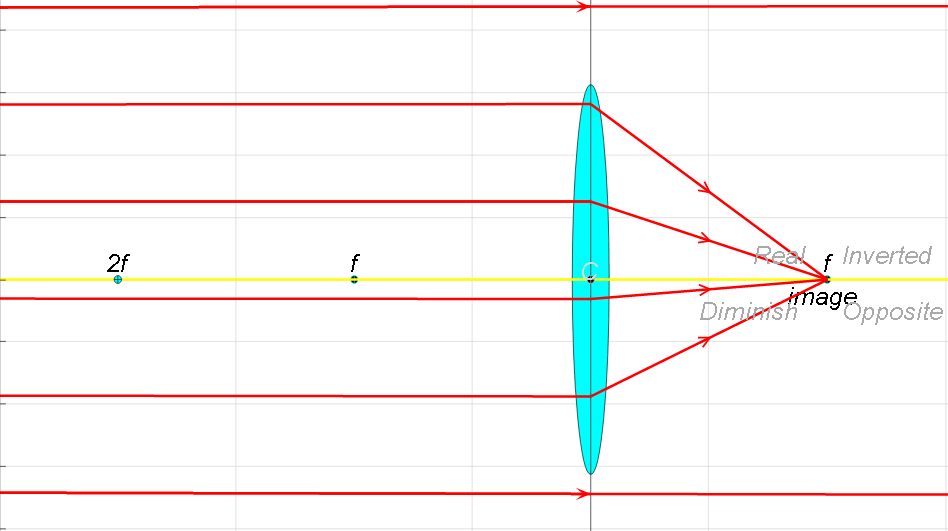
شکست نور بعد از برخورد با یک عدسی

شکست نور زمانی رخ می‌دهد که نور در مسیر حرکت اش وارد محیطی شود که شاخص شکست متفاوتی دارد. قانون اسنل این موضوع را با فرمول زیر بیان می‌کند:
{\displaystyle n_{1}\sin \theta _{1}=n_{2}\sin \theta _{2}}
{\displaystyle n_{1}} شاخص شکست محیط اول و {\displaystyle n_{2}} شاخص شکست محیط دوم است و زوایا به ترتیب زاویه پرتو برخوردی و زاویه پرتو خروجی با نرمال سطح هستند. این موضوع متقابلا موجب تغییر سرعت پرتو نور نیز می‌شود و این پدیده را می‌توان اینگونه توصیف کرد:
{\displaystyle v_{1}\sin \theta _{2}\ =v_{2}\sin \theta _{1}}
قانون اسنل همچنین می‌تواند پدیده‌ی بازتاب داخلی را نیز توضیح دهد؛ موضوعی که اساس کار فیبرهای نوری را تشکیل می‌دهد. طبق این اصل هنگامی که نور از محیطی با شاخص بزرگتر به محیطی با شاخص کمتر وارد می‌شود، هرچه زاویه نور برخوردی با نرمال سطح بزرگ و بزرگ شود، می تواند به پدیده ای منجر شود که طی آن نور برخوردی با مرز بین دو سطح دیگر به محیط دوم وارد نشده و در محیط اول بازتاب آینه وار داشته باشد. 
استفاده از این موضوع در فیبرهای نوری موجب انتقال سیگنال های مختلف در فواصل طولانی شده است. 